# Herbert E. Hitchcock
Herbert E. Hitchcock (Maquoketa, 1867. augusztus 22. – Mitchell, 1958. február 17.) az Amerikai Egyesült Államok szenátora (Dél-Dakota, 1936–1938).